# Бумбараш
«Бумбара́ш» — советский двухсерийный музыкальный телефильм 1971 года по мотивам ранних произведений и одноимённой повести Аркадия Гайдара.

## Сюжет
Смутные времена Гражданской войны. Рядовой Семён Бумбараш возвращается в свою деревню из австрийского плена, в который он попал, будучи посланным в разведку на воздушном шаре во время Первой мировой войны. В родных местах все, включая любимую девушку Варю, давно считали его погибшим. Варя была вынуждена выйти замуж за Гаврилу, который возглавляет деревенский отряд самообороны, близкий к бандитам. Власть в окрестностях периодически меняется: на смену красным приходят белые, а на смену белым — зелёные.
Друг Бумбараша Яшка предлагает ему уйти к красным, но Бумбараш отказывается, говоря, что он уже навоевался. Желание повидаться с Варей заканчивается для Бумбараша отметиной на голове от Гаврилы. Бумбараш прячется на сеновале у брата. Яшка взрывает бомбу возле дома Гаврилы. В возникшей суматохе Варя пробирается на сеновал, уговаривает Бумбараша уйти, чтобы его не поймали, и даёт ему шинель, добытую отрядом Гаврилы. Странствующий по окрестностям Бумбараш встречает рыжего красноармейца, который меняется с ним шинелями и находит в шинели Бумбараша кисет убитого комиссара. Бумбараша ведут в штаб к красным, подозревая в убийстве, но он убегает. В лесу он натыкается на банду во главе с атаманшей Софьей, которую сопровождает Гаврила. Убегая от банды, Бумбараш забредает на мельницу и прячется в кустах — ему всё видно. Хозяин мельницы оказывается связным бандитов и их пособником: прибывшая на мельницу банда Софьи разгружает добычу, а мельник выдаёт бандитам запертого в погребе Яшку, сбежавшего из деревни. Яшку за оскорбление атаманши казнят бандиты (закапывают живьём по приказу Софьи). Бумбараш клянётся отомстить за смерть друга.
В лесу Бумбараш встречает Лёвку Демченко, такого же неприкаянного путника. Вместе они решают заманить банду на мельницу и вызвать туда же красных. Банда разгромлена, но это оказалась не банда Софьи. Бумбараш и Лёвка вступают в отряд красных и после краткого захода в деревню и свидания с Варей, отправляются на фронт. Там белогвардейцы окружают и уничтожают отряд, выживает только Бумбараш, которого отсылают с линии фронта с якобы важным пакетом. В лесу Бумбараш сталкивается с часовым, служившим у белых курьером для передачи секретных донесений по памяти. Узнав это, Бумбараш застреливает его со словами: «Не в тебя я стреляю, а во вредное донесение, которое в тебе». Избежав встречи с белыми, Бумбараш встречает отряд с рыжим красноармейцем и снова оказывается под стражей. Отряд приходит в деревню Бумбараша.
Между тем Софья приказывает одному из членов банды отравить колодец в деревне. Красноармейцы замечают это и делают вид, что отряд охватила болезнь. Софья на рассвете ведёт свою банду на красных, но те дают жёсткий отпор и разбивают наступавших. Софья убита, Гаврила убегает, захватив Варю. Бумбараш вырывается из-под стражи и догоняет Гаврилу в песчаном карьере, но тот убивает Варю. Красноармейцы на лошадях окружают карьер. Бумбараш поднимает револьвер, слышится выстрел, из карьера уходит один Бумбараш.

## В ролях
- Валерий Золотухин — Семён Бумбараш, демобилизованный с фронта
- Юрий Смирнов — Гаврила, глава «самообороны»
- Наталья Дмитриева — Варвара
- Александр Хочинский — Лёвка Демченко
- Екатерина Васильева — бывшая «этуаль»-куртизанка, атаманша Софья Николаевна Тульчинская
- Александр Белина — Яшка, деревенский активист
- Лев Дуров — мельник, связной бандитов
- Леонид Бакштаев — Чубатов
- Роман Ткачук — Заплатин, красный командир
- Николай Дупак — Совков

### В эпизодах
- Лев Перфилов — Меланий, брат Бумбараша
- Маргарита Криницына — жена Мелания
- Александр Филиппенко — Стригунов, белый солдат-курьер («Феномен»)
- Лев Окрент — Лион, парикмахер атаманши Тульчинской
- Осип Найдук — бандит
- Юрий Шерстнёв
- Леонид Данчишин

## Съёмочная группа
- Автор сценария: Евгений Митько, по мотивам ранних произведений Аркадия Гайдара
- Режиссёры-постановщики:
  - Николай Рашеев
  - Аркадий Народицкий
- Операторы-постановщики:
  - Виталий Зимовец
  - Борис Мясников
- Художник-постановщик: Роман Адамович
- Художник-декоратор: Ю. Бойко
- Композитор: Владимир Дашкевич
- Текст песен: Ю. Михайлов
- Звукооператор: Ариадна Федоренко
- Редактор: Инесса Размашкина

## Песни в фильме
Песни на музыку Владимира Дашкевича написал Юлий Ким, в титрах фильма упомянутый как «Ю. Михайлов».
Песни из фильма были изданы отдельной грампластинкой.
| Название                             | Первая строчка                                                                                           | Исполнитель                                        |
| ------------------------------------ | --- | -------------------------------------------------- |
| Песня Бумбараша на паровозе          | Наплевать, наплевать, надоело воевать                                                                    | В. Золотухин                                       |
| А вот я на фронте был…               | А вот я на фронте был                                                                                    | В. Золотухин                                       |
| Песня Гаврилы                        | Дайте мне минуту отдыху, спокою                                                                          | Ю. Смирнов                                         |
| Ходят кони                           | Ходят кони над рекою, ищут кони водопою                                                                  | В. Золотухин, Галина Туфтина, Ю. Смирнов, Юлий Ким |
| Романс Софьи                         | В белом платье с причудливым бантом, у окна опустив жалюзи                                               | Г. Туфтина                                         |
| Шансоньетка Софьи                    | Я так прелестна и бесподобна, я, как известно, для всех удобна                                           | Г. Туфтина                                         |
| Песня Лёвки / Журавль по небу летит… | Как за меня матушка всё просила Бога, всё поклоны била, целовала крест                                   | Александр Хочинский, В. Золотухин                  |
| Марш четвёртой роты                  | Дрожи, буржуй, настал последний бой, против тебе весь бедный класс поднялси («Ничего, ничего, ничего..») | А. Хочинский, В. Золотухин                         |

## Награды
- 1972 — Приз за режиссуру на Всесоюзном фестивале телевизионных фильмов.
- 2008 — По независимым опросам Livejournal.com и Liveinternet.ru фильм вошёл в «100 лучших российских фильмов»[2]

## История создания
В основу сценария легли ранние произведения Аркадия Гайдара — неоконченная повесть «Талисман», более известная под названием «Бумбараш», очерковая повесть «В дни поражений и побед». Также использованы рассказы о Лёвке Демченко («Лёвка Демченко», «Конец Лёвки Демченко» и «Гибель 4-й роты»), которые публиковались в газетах.
Первоначально на роль Бумбараша пробовался Михаил Кононов (с которым даже начались съёмки), а на роль Гаврилы — Николай Губенко.
Примечательно, что имя Бумбараша (Семён) ни разу не упоминается в фильме. Даже близкие люди обращаются к главному герою «Бумбараш» или «Бумбарашка», как если бы это было его прозвище.
В фильме можно видеть паровоз серии 9П, что является исторической неточностью: выпуск данной модели локомотивов начался только в 1935 году.

## Влияние
- В честь фильма получила своё название молодёжная коммунистическая газета — «Бумбараш-2017»[4] (позже — «Бумбараш»), первый номер которой вышел в СССР в мае 1991 года. С 1993 года стала газетой РКСМ. С 1996 года и по настоящее время газета «Бумбараш» — центральный орган Революционного коммунистического союза молодёжи — РКСМ(б).
- После выхода фильма на экраны за Валерием Золотухиным в Театре на Таганке закрепилось прозвище «Бумбарашка».